# Valentin Popîrlan
Valentin Papîrlan o Popârlan (nacido en Viziru el 12 de junio de 1987) es un jugador de rugby rumano, que juega de segunda línea para la selección de rugby de Rumania y para los București Wolves en la Copa Desafío Europeo.
Su debut con la selección de Rumanía se produjo en un partido contra Namibia en Bucarest el 16 de junio de 2007.
Participó en la Copa Mundial de Rugby de 2011, jugando cuatro partidos, tres como suplente ante Escocia, Argentina y Georgia y uno como titular, contra Inglaterra.
También fue seleccionado para la Copa del Mundo de Rugby de 2015, Popîrlan anotó un ensayo en la derrota de su equipo frente a Italia 32-22.